# Quint Eli Tuberó (cònsol i jurista)
Quint Eli Tuberó (en llatí Quintus Aelius Tubero) va ser un jurista romà. Era fill de Luci Eli Tuberó (Lucius Aelius Tubero) i va néixer aproximadament l'any 74 aC. El 46 aC va fer un discurs davant Juli Cèsar contra Quint Ligari, que era defensat per Ciceró. Quintilià menciona aquest discurs de Tuberó.
El senat va nomenar al seu pare governador d'Àfrica i Ligari, que tenia el comandament a Cartago com a legat, va impedir-li desembarcar, a ell i al seu fill Quint que l'acompanyava. D'aquí ve l'enemistat que sempre es van tenir Quint Eli i Quint Ligari. Va estudiar dret civil amb Ofili i va obtenir considerable reputació com a coneixedor del Ius publicum i privatum. Va escriure diverses obres, però el seu estil expressiu era antiquat. Una de les seves obres portava per títol De Officio Judicis" i una altra Ad C. Oppium, mencionades per Aule Gel·li. Igual que el seu pare, Quint Eli va escriure un llibre d'història que menciona Suetoni, però no es pot determinar si les citacions que en fa Aule Gel·li es refereixen al llibre del pare o al del fill. El Digest també el cita, però no fa cap extracte dels seus escrits.
Es va casar amb una filla de Servi Sulpici, i la filla que va tenir va ser la mare del jurista Gai Cassi Longí. No se sap segur si va ser cònsol sota August l'any 11 aC junt amb Paul·le Fabi Màxim, tal com diuen els Fasti, ja que Sext Pomponi no en parla.